# Tyler Rogers
Tyler Scott Rogers (Denver, Colorado, 17 de diciembre de 1990), más conocido como Tyler Rogers, es un jugador profesional estadounidense de béisbol que se desempeña en la posición de lanzador en San Francisco Giants, equipo de las Grandes Ligas de Béisbol (MLB).

## Carrera
En 2019, Rogers hizo su debut en la MLB con el equipo San Francisco Giants, donde lleva jugando seis temporadas.